# Anna Tatarkiewicz (historyk)
Anna Tatarkiewicz – polska historyk, dr hab., profesor uczelniany Wydziału Historii Uniwersytetu im. Adama Mickiewicza w Poznaniu.

## Życiorys
27 czerwca 2005 obroniła pracę doktorską Życie religijne w Ostii antycznej. 30 września 2019 habilitowała się na podstawie pracy zatytułowanej Mater in statu nascendi. Społeczne i medyczne aspekty zdrowia reprodukcyjnego kobiet w starożytnym Rzymie.
Jest profesorem uczelni na Wydziale Historii Uniwersytetu im. Adama Mickiewicza w Poznaniu.